# Selezione maschile di calcio del Sahara Occidentale
La selezione di calcio del Sahara Occidentale è la squadra ufficiale del Sahara Occidentale ed è controllata dalla Fédération Sahraoui du Footballe.
Non è membro della FIFA o della CAF ma è membro della CONIFA e in passato della defunta NF-Board.
Attualmente il Sahara Occidentale è al 19º posto nella Classifica Mondiale della CONIFA.

## Storia
Nel 2012 ha partecipato alla Coppa del mondo VIVA 2012 in Kurdistan perdendo tutte le partite della fase a gruppi.